# فرودگاه اسپارتا سلیمان دمیرل
فرودگاه اسپارتا سلیمان دمیرل (به انگلیسی: Isparta Süleyman Demirel Airport) (به زبان بومی: Isparta Süleyman Demirel Havalimanı) یک فرودگاه همگانی با کد یاتا ISE است که یک باند فرود بتن دارد و طول باند آن ۳۰۰۰ متر است. این فرودگاه در شهر اسپارتا کشور ترکیه قرار دارد و در ارتفاع ۸۶۴ متری از سطح دریا واقع شده‌است.

## شرکت‌های هواپیمایی و مقصدهای پروزای
| شرکت‌های هواپیمایی                  | مقصدهای پروازی                |
| ---------------------------------- | ----------------------------- |
| بوراجت                             | فرودگاه بین‌المللی صبیحه گوکچن |
| هواپیمایی ماهان                    | فرودگاه بین‌المللی امام خمینی  |
| هواپیمایی معراج                    | فرودگاه بین‌المللی امام خمینی  |
| ترکیش ایرلاینز                     | فرودگاه بین‌المللی آتاترک      |
| ترکیش ایرلاینز اجرا توسط آنادولوجت | فرودگاه بین‌المللی اسن‌بوغا     |
| هواپیمایی زاگرس                    | فرودگاه بین‌المللی امام خمینی  |

## شرکت‌های هواپیمایی و مقصدهای پروازی
| شرکت‌های هواپیمایی | مقصدهای پروازی |
| ----------------- | -------------- |
| پگاسوس ایرلاینز   | صبیحه گوکچن    |
| ترکیش ایرلاینز    | آتاترک         |